# Ewa Długołęcka
Ewa Długołęcka (née le 1er janvier 1951 à Międzyborów) est une athlète polonaise spécialiste du sprint. Elle était membre du Legia Varsovie.
Le 31 mai 1975, à Bourges, elle bat aux côtés de Barbara Bakulin, Danuta Jędrejek et Helena Fliśnik le record de Pologne du 4 x 200 m en 1 min 35 s 5, record qu'elle détient toujours.

## Biographie

### Palmarès
| Date | Compétition           | Lieu  | Résultat | Épreuve   | Performance |
| ---- | --------------------- | ----- | -------- | --------- | ----------- |
| 1974 | Championnats d'Europe | Rome  | 3e       | 4 × 100 m | 43 s 48     |
| 1975 | Universiade d'été     | Rome  | 2e       | 4 × 100 m | 44 s 87     |
| 1977 | Universiade d'été     | Sofia | 3e       | 4 × 100 m | 44 s 79     |

### Records
| Épreuve    | Performance | Lieu     | Date         |
| ---------- | ----------- | -------- | ------------ |
| 100 mètres | 11 s 3      | Varsovie | 29 juin 1974 |